# Histoires courtes de Broussaille

## Histoire sans titre
Première histoire de la série Broussaille de Frank Pé. Elle est publiée pour la première fois dans le journal Spirou no 2139 (1979).

## Pamplemousse
Deuxième histoire de la série Broussaille de Frank Pé. Elle est publiée pour la première fois dans le journal Spirou no 2149 (1979).

## Spécial crocodiles
Troisième histoire de la série Broussaille de Frank Pé. Elle est publiée pour la première fois dans le journal Spirou no 2215 (1980).

## Jeu d'approche
Quatrième histoire de la série Broussaille de Frank Pé. Elle est publiée pour la première fois dans le journal Spirou no 2243 (1981).

## Le Temps à perdre
Cinquième histoire de la série Broussaille de Frank Pé. Elle est publiée pour la première fois dans le journal Spirou no 2287 (1982).

## La Chapelle aux chats
Sixième histoire de la série Broussaille de Frank Pé. Elle est publiée pour la première fois dans le journal Spirou no 2295 (1982).

## Les Petits Printemps
Septième histoire de la série Broussaille de Frank Pé. Elle est publiée pour la première fois dans le journal Spirou no 2298 (1982).

## Le Céphalophe de Jentink
Huitième histoire de la série Broussaille de Frank Pé. Elle est publiée pour la première fois dans le journal Spirou no 2336 (1983).

## Histoire sans titre (2)
Neuvième histoire de la série Broussaille de Frank Pé. Elle est publiée pour la première fois dans le journal Spirou no 2348 (1983).

## Histoire sans titre (3)
Dixième histoire de la série Broussaille de Frank Pé. Elle est publiée pour la première fois dans le journal Spirou no 2350 (1983).

## Le Secret de Böcklin
Douzième histoire de la série Broussaille de Frank Pé. Elle est publiée pour la première fois dans le journal Spirou no 2473 (1985).

## Les Iguanodons
Treizième histoire de la série Broussaille de Frank Pé. Elle est publiée pour la première fois dans le journal Spirou no 2476 (1985).

## Cause d'encombrement
Quatorzième histoire de la série Broussaille de Frank Pé. Elle est publiée pour la première fois dans le journal Spirou no 2477 (1985).

## La Fourmi
Vingtième histoire de la série Broussaille de Frank Pé. Elle est publiée pour la première fois dans le journal Spirou no 3839 (2011).